# Mircea Răceanu
Mircea Răceanu (născut Bernat, 1935, Fântâna Banului, județul Dolj) a fost un diplomat român în perioada comunistă.
A fost fiu adoptiv al fostului ilegalist Grigore Răceanu și fiu bun al Ilenei Bernat (Ilona Popp), o evreică, tatăl său natural fiind Andrei Bernath, comunist ilegalist și erou al rezistenței antifasciste, ucis în lagărul de la Râbnița (în 1944) și omagiat de Poșta Română printr-un timbru emis în 1945. Părinții săi au deținut după 1945 funcții importante în PCR. A fost căsătorit cu Mioara Răceanu.
A fost arestat la data de 31 ianuarie 1989 pentru colaborarea cu serviciile secrete americane.
A fost judecat și condamnat la moarte la 20 iulie 1989,  pentru trădare și spionaj. Mircea Răceanu a fost achitat 11 ani mai târziu.
Aceasta a fost ultima pedeapsă capitală pronunțată în perioada comunistă.
Totuși, trei luni mai târziu, Nicolae Ceaușescu îi comută pedeapsa la 20 de ani închisoare.
Mircea Răceanu a fost eliberat din închisoare în 1990 și a părăsit România la intervenția ambasadorului SUA la București, Alan Green jr.
În 2002 a fost decorat de președintele Ion Iliescu cu Ordinul National "Pentru Merit" în grad de Comandor.

Fostul diplomat susține într-un articol către cotidianul România Liberă din 2005 că tot ce a făcut a fost să submineze din interior regimul comunist. 
"Eu nu am nevoie de reparații. Istoria mi-a dat dreptate. N-am nimic pe conștiință. Pot spune că în toți acești ani am dormit liniștit".
În timpul interogatoriilor ce au urmat arestării sale anchetatorii i-au cerut să spună care dintre cei de pe listă știe că sunt ofițeri acoperiți. Securitatea dorea astfel sa vadă câți dintre ei cunoștea, suspectându-l că i-a deconspirat pe cei în cauza americanilor.
Lista a devenit cunoscută ca "Lista lui Răceanu" cu securiști acoperiți, iar pe lista se aflau nume precum:
- Dan Ghibernea,
- Teodor Meleșcanu
- Ioan Mircea Pașcu,
- Gheorghe Tinca,
- Mișu Negrițoiu,
- Traian Chebeleu,
- Bogdan Baltazar și alții.